# Собор Христа Спасителя (Калининград)
Собор Христа Спасителя — православный храм в Калининграде, кафедральный собор Калининградской епархии Русской православной церкви. Построен по проекту архитектора Олега Копылова. Рассчитан на 3000 человек. Высота (до креста) достигает 51 метра. Храм расположен на главной площади Калининграда — площади Победы.
Храм построен в стиле владимиро-суздальского храмового зодчества.

## История

### Предыстория
В апреле 1985 года в Калининграде с разрешения Совета по делам религий при Совете Министров СССР была зарегистрирована православная община. В структуре Русской православной церкви община вошла в состав Смоленской и Вяземской епархии. Возглавил общину отец Софроний (Анатолий Колосов). В том же году по инициативе архиепископа Смоленского и Вяземского Кирилла и уполномоченного Совета по делам религий Юрия Махобайского Совет народных депутатов Калининградской области передал Русской православной церкви кирху Юдиттен, бывшую католическую, а затем евангелическую церковь на западной окраине города.
В 1989 году «Смоленская и Вяземская» епархия была переименована в «Смоленскую и Калининградскую». Возглавлял её на тот момент архиепископ Кирилл. В 1993 году для управления православными приходами на территории Калининградской области Священный Синод РПЦ учредил Балтийское викариатство.
16 января 1994 года бывшая лютеранско-евангелическая кирха Креста на острове Октябрьском была освящена как Крестовоздвиженский собор. Обряд провёл митрополит Смоленский и Калининградский Кирилл. Также было заявлено, что Крестовоздвиженский собор будет выполнять функции кафедрального, пока на площади Победы не возведут храм Христа Спасителя.

### Проект и строительство
В начале 1994 года администрация Калининграда начала реализацию масштабного проекта реконструкции участка площадью 27 га, прилегающего к центральной площади города. Был объявлен международный конкурс проектов застройки. Условия конкурса предполагали возведение на этой территории православного храма. В мае 1994 года конкурс был завершён. Первую премию жюри решило не присуждать, а вторую премию получил совместный калининградско-петербургский авторский коллектив «Арка».
Необходимость строительства нового храма объясняли тем, что до 1985 года в Калининграде не было ни одного православного храма, а открывшиеся в последующем приходы действовали, как правило, в стенах немецких кирх, которые нуждались в реставрации.
30 апреля 1995 года православная община Калининграда отмечала своё десятилетие. Был организован общегородской крестный ход по маршруту от Крестовоздвиженского собора к скверу на площади Победы. На площади, как на месте будущего храма, состоялся молебен и митрополит Смоленский и Калининградский Кирилл освятил закладной камень. Также был установлен семиметровый деревянный крест.
В мае 1995 года был выбран проект будущего храма: его автором стал калининградский архитектор Олег Копылов. Проект был одобрен патриархом Московским и всея Руси Алексием II.
Будущий собор был задуман как первый в городе храм, выстроенный в соответствии с канонами русского православного зодчества — пятиглавый златоглавый белокаменный собор, подобный храмам Псковского кремля. Первым настоятелем проектируемого собора был назначен игумен Меркурий (Иванов).
К маю 1996 года была завершена конкурсная работа над эскизным проектом храма и окончательно определено место его возведения. Строительство планировалось на месте сквера, где до 1941 года находились павильоны Восточной ярмарки.
23 июня 1996 года митрополит Смоленский и Калининградский Кирилл и президент России Борис Ельцин заложили в основание будущего собора капсулу с освящённой землёй, взятой из-под стен строящегося храма Христа Спасителя в Москве.
В конце июня 1996 года рядом со стройплощадкой собора был сооружён деревянный малый кафедральный собор. 27 сентября 1996 года митрополит Калининградский и Смоленский Кирилл освятил этот храм во имя Спаса Нерукотворного. Деревянный храм простоял рядом со строящимся собором до 2009 года, после чего был разобран и собран вновь в калининградском микрорайоне «Сельма».

Подпись
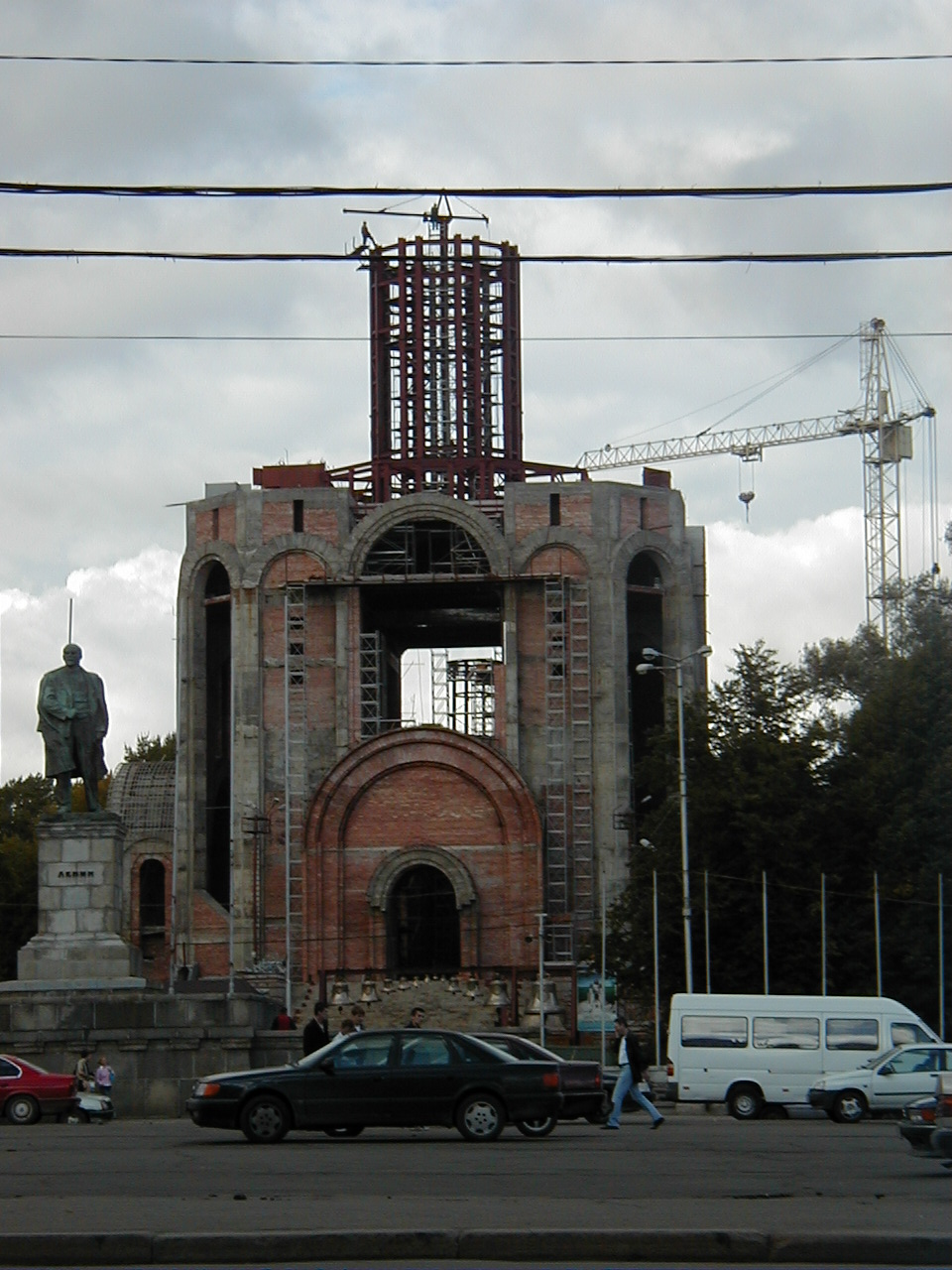
Строящийся храм. Сентябрь 2004 года
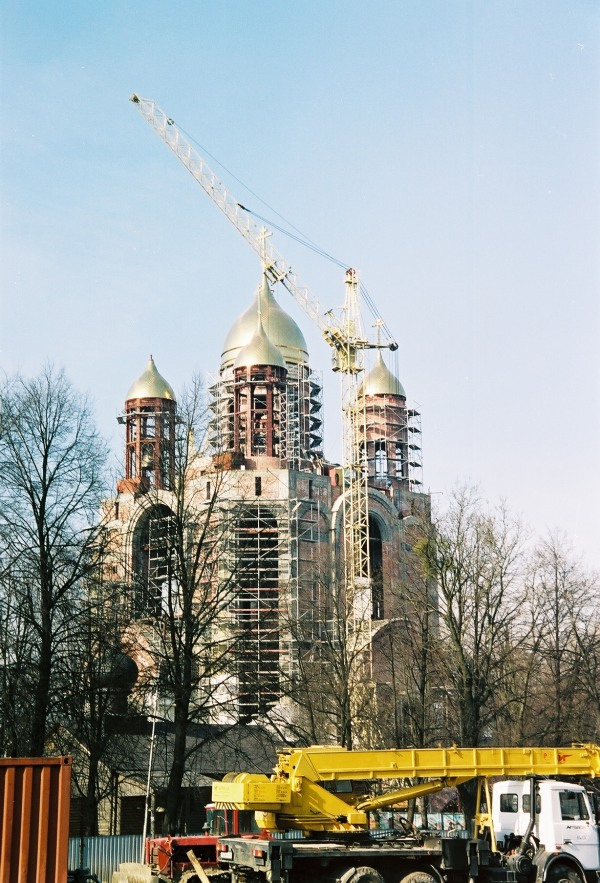
Храм Христа Спасителя. Апрель 2005 года

Строительство храма велось рядом с памятником Владимиру Ленину, стоявшим на площади Победы. В 2004 году в ходе подготовки к 750-летию города, запланированному на весну 2005 года, городские власти решили реконструировать площадь. В октябре 2004 года были демонтировны обветшавшие трибуны, пристроенные к постаменту памятника. А 1 декабря 2004 года демонтировали памятник.

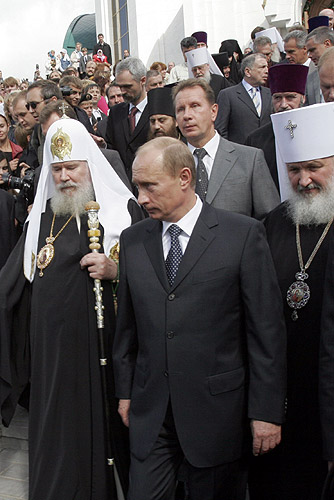
Посещение собора в сентябре 2006 года Владимиром Путиным с патриархом Алексием II и митрополитом Кириллом

10 сентября 2006 года патриарх Алексий II освятил верхний храм Рождества Христова. Освящение было приурочено к 20-летию открытия первого православного храма в Калининграде.
Нижний храм во имя Спаса Нерукотворного освящён 27 сентября 2007 года митрополитом Кириллом. В храме был установлен переданный в 1996 году Свято-Князь-Владимирским братством из Германии «Мемельский иконостас», созданный во время Семилетней войны для русского гарнизона в Мемеле (ныне — Клайпеда). По предложению председателя этого братства Глеба Рара нижний храм служит храмом воинской славы и является храмом-памятником в память о русских воинах, погибших в Семилетней войне, Наполеоновских войнах, Первой и Второй мировых войнах в Восточной Пруссии, нынешней Калининградской области.
В январе 2009 года митрополит Смоленский и Калининградский Кирилл был избран патриархом Московским и всея Руси. А в марте 2009 года Священный Синод образовал Калининградскую епархию. При этом Священный Синод одобрил предложение патриарха Кирилла оставить за ним временное управление Калининградской епархией вплоть до назначения правящего архиерея.
В июле 2010 года рядом с собором открыт новый небольшой храм, созданный в таком же стиле, — храм Петра и Февронии.
30 сентября 2010 года патриарх Московский и всея Руси Кирилл посетил Калининград. Он напомнил, что несмотря на избрание патриархом в 2009 году, продолжает оставаться правящим архиереем Калининградской епархии. 2 октября в субботу патриарх Кирилл провёл в Кафедральном соборе Христа Спасителя вечернюю службу, а 3 октября в воскресенье — утреннюю литургию. Перед началом литургии патриарх Кирилл передал храму антиминс, который был ранее освящён им при посещении Петропавловской и Камчатской епархии во время десятидневной поездки по Дальнему Востоку..
22 декабря 2012 года патриарх Кирилл освятил новый корпус православной гимназии Калининградской епархии РПЦ, построенной рядом с кафедральным собором.
21 октября 2016 года в пределах Калининградской области была образована Калининградская митрополия, включающая в себя Калининградскую и Черняховскую епархии. Священный Синод возложил временное управление Калининградской митрополией за патриархом Кириллом.
1 июля 2023 года патриарх Московский и всея Руси Кирилл, глава Калининградской митрополии, совершил в кафедральном соборе утреню всенощного бдения. В храме присутствовали губернатор Калининградской области Антон Алиханов, члены Совета Федерации Александр Ярошук и Александр Шендерюк-Жидков. Патриарх передал в дар собору два напрестольных креста.

## Архитектура

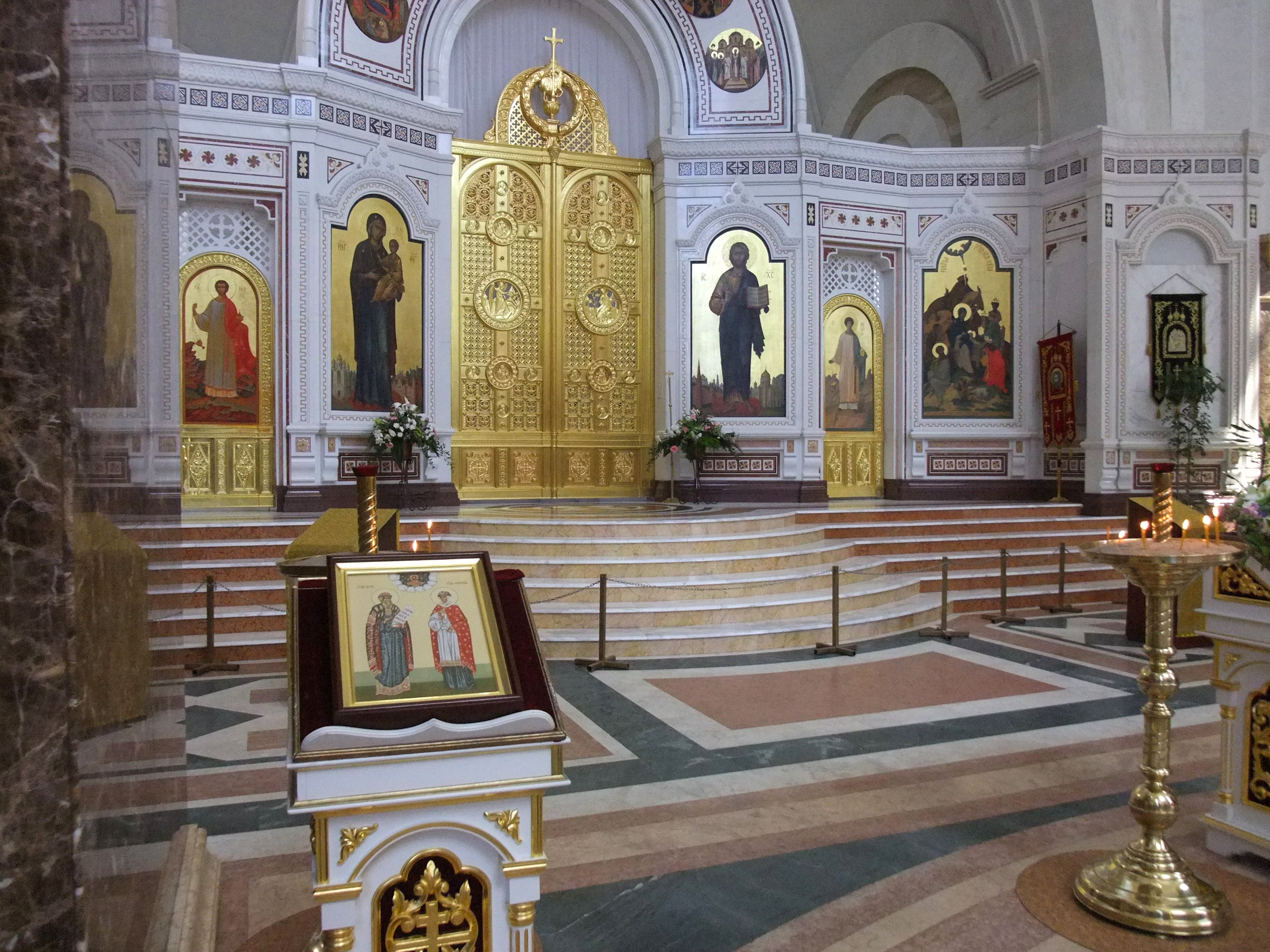
Вид иконостас верхнего храма и Царские врата.

Архитектурный строй ансамбля собора Христа Спасителя разработан в стиле владимиро-суздальского храмового зодчества, который сочетается с достижениями в области современной архитектуры и дизайна.
Здание собора представляет собой восьмиугольник с выступающими арочными порталами входов. Пятикупольный в своей основе собор увенчан шестым куполом с восточной стороны над алтарной апсидой в символ библейского шестоднева. Шлемовидные купола созданы в древне-византийском храмовом стиле. Общая высота собора 69 м. Площадь остекления более 1000 м², площадь гранитно-мраморной облицовки и полов около 11 тыс. м². На звоннице храма находятся 13 колоколов, самый большой из которых весом 14 тонн.
Верхний храм кафедрального собора вместимостью в 3000 человек посвящён празднику Рождества Христова. Нижний храм в честь нерукотворного образа Христа находится в цокольном этаже стилобата и рассчитан на 200 человек.
Инфраструктура храма включает в себя детские классы церковно-приходской школы, конференц-зал, трапезную.

## Часовня и источник святой воды
В 2019 году на территории храма на площади Победы была построена и освящена часовня Петра и Февронии Муромских в честь иконы Божьей матери «Живоносный источник». Под куполом с православным крестом размещена мозаичная икона. В помещении можно помолиться и набрать святой воды — для этого есть несколько кранов. Как и в других православных храмах, воду освящают каждое воскресенье во время водосвятного молебна. Христиане пьют её с благоговением и молитвой натощак.
13 сентября 2020 года в Калининграде задержали пятерых военнослужащих одной из воинских частей Балтийского флота, которые мыли обувь в часовне, видео они разместили в соцсетях. Ролик опубликовало издание «Подъём» в Telegram-канале. На кадрах несколько мужчин стоят у фонтана и трут ботинки водой. «Для них это святая вода, а мы в натуре ноги чистим», — говорит один из них. Ситуация с осквернением источника вызвала широкий общественный резонанс в том числе из-за того, что участников инцидента в соцсетях и СМИ назвали чеченцами. 17 сентября 2020 года военно-следственный отдел Калининградского гарнизона возбудил уголовное дело об оскорблении религиозных чувств (ч.1, ст. 148 УК) в отношении двух военнослужащих — уроженцев Дагестана.
17 сентября 2020 года информационный отдел Калининградской епархии сообщил, что «подача воды в часовню временно прекращена в связи [c] планируемой реконструкцией чаши. Для удобства во время набора воды её поднимут выше, после чего подача воды будет возобновлена».